# Jorge Guillén Montenegro
Jorge Guillén Montenegro (Jerez de la Frontera, 13 gennaio 1937 – Barcellona, 16 ottobre 2023) è stato un cestista spagnolo.

## Carriera
Con la Spagna ha disputato i Giochi olimpici di Roma 1960.